# LOVE AFFAIR ～秘密約會～
《LOVE AFFAIR ～秘密約會～》，是日本樂團南方之星的第41張單曲。

## 概要
為1998年創下雙白金唱片熱賣記錄的南方之星單曲，並在2005年重新復刻發售。2008年南方之星樂迷票選最受歡迎歌曲活動中，《LOVE AFFAIR ～秘密約會～》奪得第4名的佳績，僅次於《真夏的果實》（1）、《希望之轍》（2）及《親愛的艾莉》（3）。

## 歌詞景點
《LOVE AFFAIR ～秘密約會～》內容為描寫著外遇的戀情，創作者桑田佳祐也以橫濱當地著名的景點或場所做為歌詞中約會玩樂的舞台，包括橫濱港的『大黒埠頭』一帶、港區的觀光遊艇『Mary Rouge』、「新格蘭旅館」樓層裡的『海衛酒吧』、『藍燈酒吧』等等。
（但桑田佳祐當時在歌詞中寫的「在大黑部頭觀賞『彩虹』（彩虹大橋）」出現筆誤，因從大黒埠頭望過去的橋為橫濱海灣大橋。）

## 相關戲劇小說
1998年由松島菜菜子在TBS電視台主演的戲劇《甜蜜季節》（Sweet Season）採用《LOVE AFFAIR ～秘密約會～》作為主題曲，該戲劇內容同樣以外遇戀情為主、並以橫濱一帶為背景。
推理小說家東野圭吾在2007年發表的作品《黎明破曉的街道》中，在劇情上除了同樣以外遇為主軸、選用橫濱作為故事背景外，在其中一段章節還描述著書中角色在卡啦OK店裡歌唱著《LOVE AFFAIR ～秘密約會～》的橋段。事後2007年7月7日，桑田佳祐在主持的廣播節目向聽眾講解該本小說與單曲之間內容的關連性外，並發表自己的讀後感想。

## 唱片封面造型
在1998年首次發行的8cmCD長方形盒裝的外觀上，封面為一件深紅色的性感內衣。之後在2005年重新發售的12cmCD正方形盒裝的外觀上，封面改成一對兩倆對襯的深紅色性感內衣。

## 收錄歌曲
1.LOVE AFFAIR ～秘密約會～
這個MV中的現場演出畫面是在前一年的除夕實況錄音『奶之莆』（おっぱいなんてプー）中收錄。歌曲開頭和結尾部分的歡呼聲並不是取自南方之星的演唱會，而是收錄自其他演出者的演唱會，只有MV最後的歡聲是實際收錄自該場南方之星的演唱會。
※作詞・作曲：桑田佳祐　編曲：南方之星 弦樂編曲：島健 管樂編曲：山本拓夫
2.我的世紀末診療記錄
此曲演奏時間共為6分42秒，是南方之星出道至1998年期間第3長的歌曲。桑田佳佑於二十世紀最後一年、2000年底的跨年演唱會上演唱此首歌後，便在南方之星的樂迷會報上發表「之後在二十一世紀的時代裡，不會再唱這首歌」的訊息。
不過事後在2006年12月30日的廣播節目中，桑田佳祐另創作了《我的世紀末診療記錄 ～縮短版～》並在節目上表演此曲。
※作詞・作曲：桑田佳祐　編曲：南方之星

## 演奏成員
- 桑田佳祐：主唱、吉它（曲1、2）、口琴（曲2）
- 大森隆志：吉它（曲1、2）
- 原由子：電子琴（曲1、2）、合唱（曲2）
- 關口和之：貝斯（曲1、2）
- 松田弘：鼓（曲1、2）
- 野澤秀行：打擊樂器（曲1、2）
- 角谷仁宣：電子音樂合成器（曲1）
- 山本拓夫：高音薩克斯風、中音薩克斯風（曲1、2）
- 金原千惠子Strings：弦樂（曲1）

## 收錄專輯
首張收錄專輯
- 《櫻花》（1998年）

精選專輯收錄
- 《BALLAD 3 ～the album of LOVE～》（2000年）

## 外部連結
- （日語）南方之星官方網站單曲介紹：《LOVE AFFAIR ～秘密約會～》 （页面存档备份，存于）
- （日語）歌詞中提及的港區觀光遊艇『Mary Rouge』
- （日語）歌詞中提及的『海衛酒吧』
- （日語）http://www.star-yokohama.com/restaurant/bluelight.html （页面存档备份，存于）